# Cyaniris
Cyaniris är ett släkte av fjärilar. Cyaniris ingår i familjen juvelvingar.

## Dottertaxa tillCyaniris, i alfabetisk ordning[1]
- Cyaniris acesina
- Cyaniris acis
- Cyaniris acisoides
- Cyaniris addenda
- Cyaniris adnotata
- Cyaniris albidisca
- Cyaniris altaiana
- Cyaniris alticola
- Cyaniris amurensis
- Cyaniris angusta
- Cyaniris annulata
- Cyaniris antecimon
- Cyaniris anticoobsoleta
- Cyaniris antrochina
- Cyaniris argianus
- Cyaniris argiolus
- Cyaniris argopoei
- Cyaniris argopoeus
- Cyaniris arisanus
- Cyaniris armenta
- Cyaniris astynome
- Cyaniris ausonidarum
- Cyaniris balcanica
- Cyaniris bangkaiensis
- Cyaniris basicaeca
- Cyaniris bellis
- Cyaniris beretava
- Cyaniris biagi
- Cyaniris bizas
- Cyaniris bize
- Cyaniris bizene
- Cyaniris bizenus
- Cyaniris brunnescens
- Cyaniris caeca
- Cyaniris caerulescens
- Cyaniris cala
- Cyaniris candaules
- Cyaniris cara
- Cyaniris carna
- Cyaniris celestina
- Cyaniris cimon
- Cyaniris cinctula
- Cyaniris claracaerulea
- Cyaniris c-nigrum
- Cyaniris confusa
- Cyaniris crassipuncta
- Cyaniris crissa
- Cyaniris cyaniris
- Cyaniris damoetas
- Cyaniris deliciosa
- Cyaniris dentata
- Cyaniris dilectissima
- Cyaniris dubiosa
- Cyaniris elongata
- Cyaniris elothales
- Cyaniris excessa
- Cyaniris fergana
- Cyaniris flavescens
- Cyaniris floresiana
- Cyaniris frejus
- Cyaniris gadara
- Cyaniris gradeniga
- Cyaniris hegesander
- Cyaniris helena
- Cyaniris infrapallida
- Cyaniris initia
- Cyaniris intermedia
- Cyaniris jugurtha
- Cyaniris jura
- Cyaniris kalawari
- Cyaniris kojirei
- Cyaniris kolari
- Cyaniris kühni
- Cyaniris latimargo
- Cyaniris lewari
- Cyaniris lineata
- Cyaniris lucia
- Cyaniris lugra
- Cyaniris lutea
- Cyaniris luzona
- Cyaniris lyce
- Cyaniris lyra
- Cyaniris lyseas
- Cyaniris maroccana
- Cyaniris masinissa
- Cyaniris melaenoides
- Cyaniris mesopotamica
- Cyaniris mindanensis
- Cyaniris montana
- Cyaniris montanaclara
- Cyaniris montanensis
- Cyaniris musina
- Cyaniris najara
- Cyaniris neglecta
- Cyaniris owgarra
- Cyaniris parishii
- Cyaniris parnassia
- Cyaniris parvipuncta
- Cyaniris paucipuncta
- Cyaniris pavlovi
- Cyaniris pelides
- Cyaniris pellax
- Cyaniris pellecebra
- Cyaniris pellonia
- Cyaniris persica
- Cyaniris placida
- Cyaniris porrecta
- Cyaniris postacis
- Cyaniris pusillargus
- Cyaniris querci
- Cyaniris radiata
- Cyaniris ripte
- Cyaniris rona
- Cyaniris salassorum
- Cyaniris selma
- Cyaniris semiargus
- Cyaniris semisebrus
- Cyaniris shelfordii
- Cyaniris spadae
- Cyaniris striata
- Cyaniris thoria
- Cyaniris transiens
- Cyaniris uralensis
- Cyaniris ussuna
- Cyaniris victoria